# 斯韦特兰娜·穆戈沙-安蒂奇
斯韦特兰娜·穆戈沙-安蒂奇（羅馬化：Svetlana Mugoša-Antić，1964年11月13日—），黑山、奥地利女子手球运动员。她曾代表南斯拉夫、奥地利参加1984年、1988年和2000年夏季奥林匹克运动会手球比赛，获得一枚金牌。

## 家庭
姐姐利利亚娜·穆戈沙。